# كأس ملك إسبانيا 1991–92
كأس ملك إسبانيا 1991–92 (بالإسبانية: Copa del Rey de fútbol 1991-92)‏ هو الموسم 88 من كأس ملك إسبانيا. أشرف على تنظيمه الاتحاد الملكي الإسباني لكرة القدم، وكان عدد الأندية المشاركة فيه 84، وفاز فيه أتلتيكو مدريد.